# Saint-Jean-le-Blanc (Loiret)
 Saint-Jean-le-Blanc  es una población y comuna francesa, situada en la región de Centro, departamento de Loiret, en el distrito de Orléans y cantón de Saint-Jean-le-Blanc.

## Demografía
| 3675 | 4731 | 6531 | 6549 | 6806 | 8493 |
| Para los censos de 1962 a 1999 la población legal corresponde a la población sin duplicidades (Fuente: INSEE [Consultar]) |      |      |      |      |      |